# 株式等振替制度
株式等振替制度（かぶしきとうふりかえせいど）とは、券面の発行を前提とした上場会社の株式等の譲渡等を、現実の引渡しでなく、帳簿への記録を通じて電子的に行う制度である。

## 概要
- 株式をはじめとした金融商品は、発行会社の券面発行が前提とされてきた。
- 一方、下記メリットにあるようなリスク・コスト・手間等が国際化する金融市場において問題視されてきた。
- そこで、電子的に権利の移転を記録していく振替制度を、利害関係者への影響等を勘案し、短期社債から導入していった。
- 株式については、段階的に、部分電子化(株券保管振替制度)を行い、会社法施行に伴い株券の不発行を原則とする等、実体法において株券を必要としない法制度の整備を行い、本制度に移行した。
- 本制度の対象は、金融商品取引所に上場されている株式、新株予約権、新株予約権付社債、投資口、優先出資、投資信託受益権(ETF)及びそれらに準ずるものであって、発行者の同意を得たものとなっている。

## 対象物
1. 株式
2. 新株予約権付社債
3. 新株予約権
4. 投資信託受益権（投信法により国内で設定されたもの）
5. 受益証券発行信託受益権（特定目的信託による証券化商品）

## メリット
本制度により、以下のようなメリットがあるとされ、同時に期待されている。
1. 券面の保管に伴う紛失・盗難、偽造株券の取得リスクの消滅
2. 株式併合等における株券提出等の手続の不要化
3. 証券取引の迅速かつ効率的な実施の実現
4. 発行会社等の株券発行・管理コストの削減
5. 脱税・マネーロンダリングの防止